# Foucher de Chartres
Foucher de Chartres, né vers 1059 à Chartres et mort après 1127 dans les États latins d'Orient, est un chroniqueur médiéval.

## Biographie
Foucher de Chartres est né vers 1059 et est mort en 1127 ou à peu après. Après avoir assisté au concile de Clermont (1095), il est l'un des grands guides spirituels de la première croisade auprès d'Étienne de Blois. En 1098, il suit Baudouin de Boulogne à Édesse où ce dernier devient comte. Lorsque finalement Baudouin gagne Jérusalem en 1100, Foucher de Chartres le suit en tant que chapelain personnel. Il n'est donc pas présent lors de la prise de la ville sainte.

## Œuvres
Il est connu pour être l'auteur de l'Historia Hierosolymitana, ou Histoire de Jérusalem, et du Sermon sur la prise de Jérusalem (Incipit sermo domni Fulcheri de Ierosolimitana civitate quomodo capta est a Latinis) vers 1127, édités en 1866 dans le Recueil des Historiens des Croisades (Historiens Occidentaux, tome III), puis à Heidelberg en 1913 par Heinrich Hagenmeyer ; il en existe une traduction française publiée en 1825 par François Guizot.
Dans un passage (donné ici en traduction), il évoque ce que sont devenus en Terre Sainte les croisés de la première génération après la conquête :

« Considérez, je vous prie, et méditez sur la manière dont Dieu, à notre époque, a transféré l’Occident en Orient. Car nous, qui étions occidentaux, sommes maintenant devenus orientaux. Celui qui était romain ou franc est devenu, sur cette terre, galiléen ou palestinien. Celui qui était de Reims ou de Chartres est désormais citoyen de Tyr ou d’Antioche. Nous avons déjà oublié nos lieux d’origine ; nombre d’entre nous les ignorent déjà, ou en tout cas n’en parlent plus. Certains possèdent ici des demeures et des serviteurs qu’ils ont reçus par héritage. Certains ont épousé une femme venant non pas de leur peuple, mais de celui des Syriens, ou des Arméniens, ou même de Sarrasins ayant reçu la grâce du baptême. Certains ont dans ces peuples des beaux-pères, ou des beaux-fils, ou des fils adoptifs, ou des pères adoptifs. Il y a ici, aussi, des petits-enfants et des arrière-petits-enfants. L’un cultive la vigne, l’autre les champs. Les expressions et les tournures les plus éloquentes de différentes langues se mêlent dans leur conversation. Des mots pris à chacune sont devenus le patrimoine commun à tous, et ceux qui ignorent leurs origines se trouvent unis dans une même foi. Comme il est dit dans les Écritures, « le lion et le bœuf mangeront de la paille ensemble ». Celui qui est né ailleurs est maintenant presque indigène ; et celui qui était de passage est maintenant un compatriote. »